# Loma Grande, Santa María Chilchotla
Loma Grande är en ort i Mexiko.   Den ligger i kommunen Santa María Chilchotla och delstaten Oaxaca, i den sydöstra delen av landet, 290 km sydost om huvudstaden Mexico City. Loma Grande ligger 111 meter över havet och antalet invånare är 242.
Terrängen runt Loma Grande är varierad. Runt Loma Grande är det ganska tätbefolkat, med 65 invånare per kvadratkilometer. Närmaste större samhälle är Cerro Clarín, 3,3 km öster om Loma Grande. I omgivningarna runt Loma Grande växer i huvudsak städsegrön lövskog.